# Idiocera gunvorae
Idiocera gunvorae är en tvåvingeart som först beskrevs av Alexander 1964.  Idiocera gunvorae ingår i släktet Idiocera och familjen småharkrankar. Inga underarter finns listade i Catalogue of Life.